# Jüdischer Friedhof (Oestereiden)

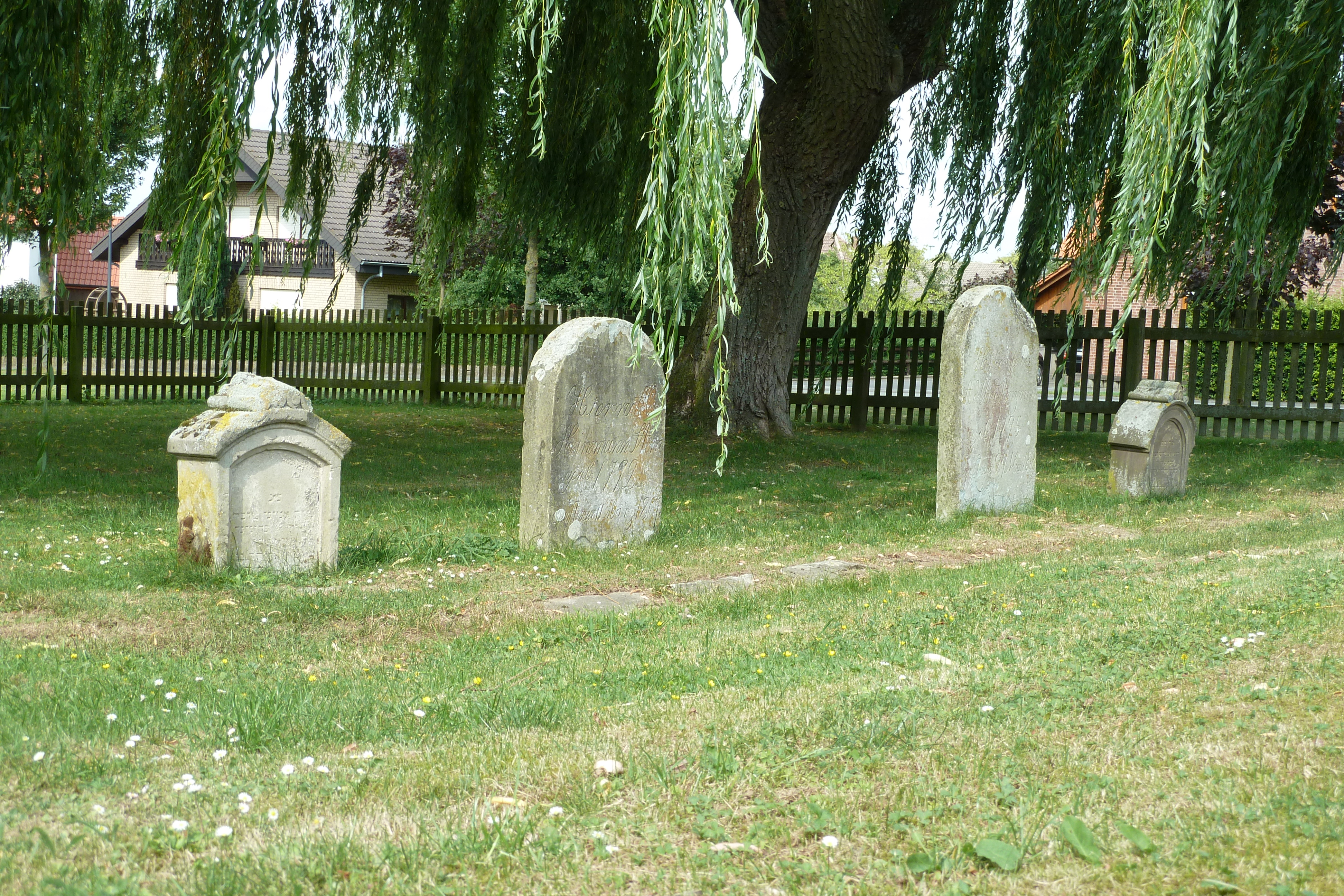
Der jüdische Friedhof in Oestereiden

Der Jüdische Friedhof Oestereiden befindet sich in Oestereiden, einem Ortsteil der nordrhein-westfälischen Stadt Rüthen. 
Er liegt an der Kreuzung Ringer Straße und Im Rosengarten. Auf ihm wurden die verstorbenen Juden der Gemeinden Oestereiden, Langenstraße, Heddinghausen und Effeln bestattet.
Der Friedhof wurde gegen Ende des 18. Jahrhunderts eingerichtet. Die erste Nennung von Juden in Oestereiden fand 1700 statt. Die letzte Beerdigung soll 1910 stattgefunden haben.
Der ursprünglich 745 m² große Friedhof wurde in der Zeit des Nationalsozialismus abgeräumt. Auf dem Gelände wurden Behelfsheime für Flüchtlinge und Ausgebombte errichtet. Nach Abbruch der Baracken in den 1950er Jahren wurden die vier noch erhaltenen Grabsteine (Mazewot), darunter auch der Grabstein der Beerdigung von 1910, auf einer 50 m² großen umzäunten Rasenfläche aufgestellt. Diese Grabsteine sind stark verwittert und stehen nicht mehr an den ursprünglichen Stellen.
1986 wurde der Friedhof in die Denkmalliste der Stadt Rüthen eingetragen.